# Don (Asowsches Meer)
Der Don (russisch Дон) ist ein 1870 km langer Zufluss des Asowschen Meeres im Südwesten des europäischen Teils von Russland.

## Flusslauf
Die Quelle des Don befindet sich etwa 200 km südlich von Moskau in der Stadt Nowomoskowsk auf der Mittelrussischen Platte. Von dort fließt der Fluss in südlicher, später in südöstlicher Richtung. Nach der Einmündung des Bitjug und Chopjor münden die Medwediza und die Ilowlja ein. Danach und nur etwa 40 km vom Wolgaknie bei Wolgograd entfernt, wo der Fluss am weitesten nach Osten vordringt, fließt das Wasser des Dons in den großen Zimljansker Stausee, um diesen in Richtung Südwesten zu durchfließen. Über den Wolga-Don-Kanal, der im Nordosten in den Stausee einmündet, hat das Flusssystem des Don hier eine schiffbare Verbindung zur Wolga, dem Kaspischen Meer, dem Weißen Meer und der Ostsee. Rund 150 km nach der Einmündung des aus der Ukraine kommenden Sewerski Donez und nur etwas unterhalb von Rostow am Don mündet der Don im Rahmen eines etwa 340 km² großen Mündungsdeltas in das Asowsche Meer. Auf seinem gesamten Lauf nimmt er aber auch Wasser von insbesondere aus Russland kommenden Fließgewässern auf.
Im Gegensatz zu seinen 1870 km Flusslänge, von der 1360 km schiffbar sind, beträgt die Luftlinienentfernung von den nördlichsten Quellen zur Mündung im Süden aufgrund der vielen Flusswindungen nur rund 700 km.

## Namensherkunft
Die griechische Bezeichnung für den Don war Tanaïs. Er galt zur Völkerwanderungszeit, im Mittelalter und noch im 17. Jahrhundert als östliche Grenze Europas (z. B. Jordanes, Snorri Sturluson).
Der heutige Name Don ist, wie auch die Flussnamen Dnepr, Dnister und Sewerski Donez, vermutlich iranischen Ursprungs. Diese Namen könnten demnach von iranischsprachigen Skythen oder Sarmaten Osteuropas stammen und letztlich auf altiranisch *dānu ‚Wasserlauf‘ zurückgehen (vgl. ossetisch don ‚Wasser‘, ‚Fluss‘, altpersisch danuvatiy ‚fließt‘. Von derselben indogermanischen Wurzel ist letztlich auch der Name der Donau abzuleiten, der selbst keltischer Herkunft ist.).
Eine genaue sprachliche Zuordnung ist aufgrund der engen Verwandtschaft des Skythischen und Sarmatischen kaum möglich – beide gehören zur Gruppe der nordost-iranischen Sprachen –; die beiden Volksstämme dominierten nacheinander die Steppen nördlich des Schwarzen Meers.

## Nebenflüsse

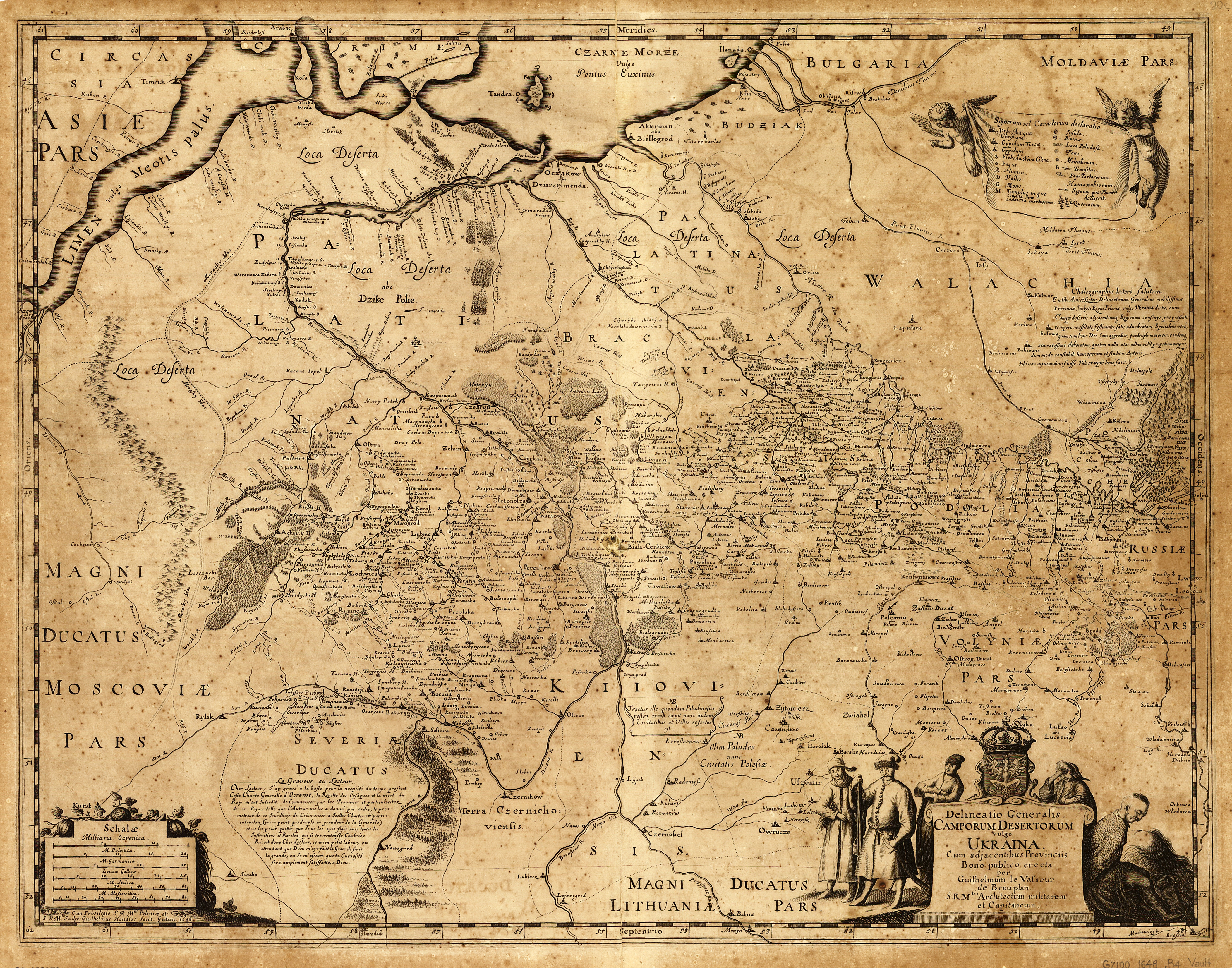
Gesüdete Karte der Ukraine von 1648: „Asien“ oben links, abgegrenzt durch das als „Meotis Palus“ bezeichnete Asowsche Meer mit dem bei „Azow“ am linken Kartenrand mündenden Don

Die größten Nebenflüsse des Don sind, flussabwärts betrachtet:
- Bystraja Sosna
- Woronesch
- Bitjug
- Chopjor (979 km)
- Medwediza
- Ilowlja
- Tschir
- Sewerski Donez (1053 km)
  - Aidar (264 km)
- Sal
- Manytsch

## Stausee
Der mit Abstand größte Stausee des Dons ist der Zimljansker Stausee (2700 km², 23,9 km³).

## Städte am Don
Die größte Stadt am Don ist Rostow am Don, bekannt sind auch Nowomoskowsk (im Quellgebiet) und Woronesch (östlich von Charkiw).

## Verschmutzung
In den teils schon vor dem Russisch-Ukrainischen Krieg heruntergewirtschafteten Kohlebergwerken im Donezbecken wurden während der Dauer des Krieges kaum mehr die selbst für aufgelassene Bergwerke erforderlichen Wasserbewirtschaftungen aufrechterhalten. Neben der Gefährdung des dortigen Trinkwassers bedeutete dies auch eine Verschmutzung des Don durch das Wasser des Siwerskyj Donez.